# 李家坪遗址
李家坪遗址，位于中国甘肃省永登县，为一个省级文物保护单位，类型为古遗址。
李家坪遗址的历史年代为新石器时代。